# Halvö

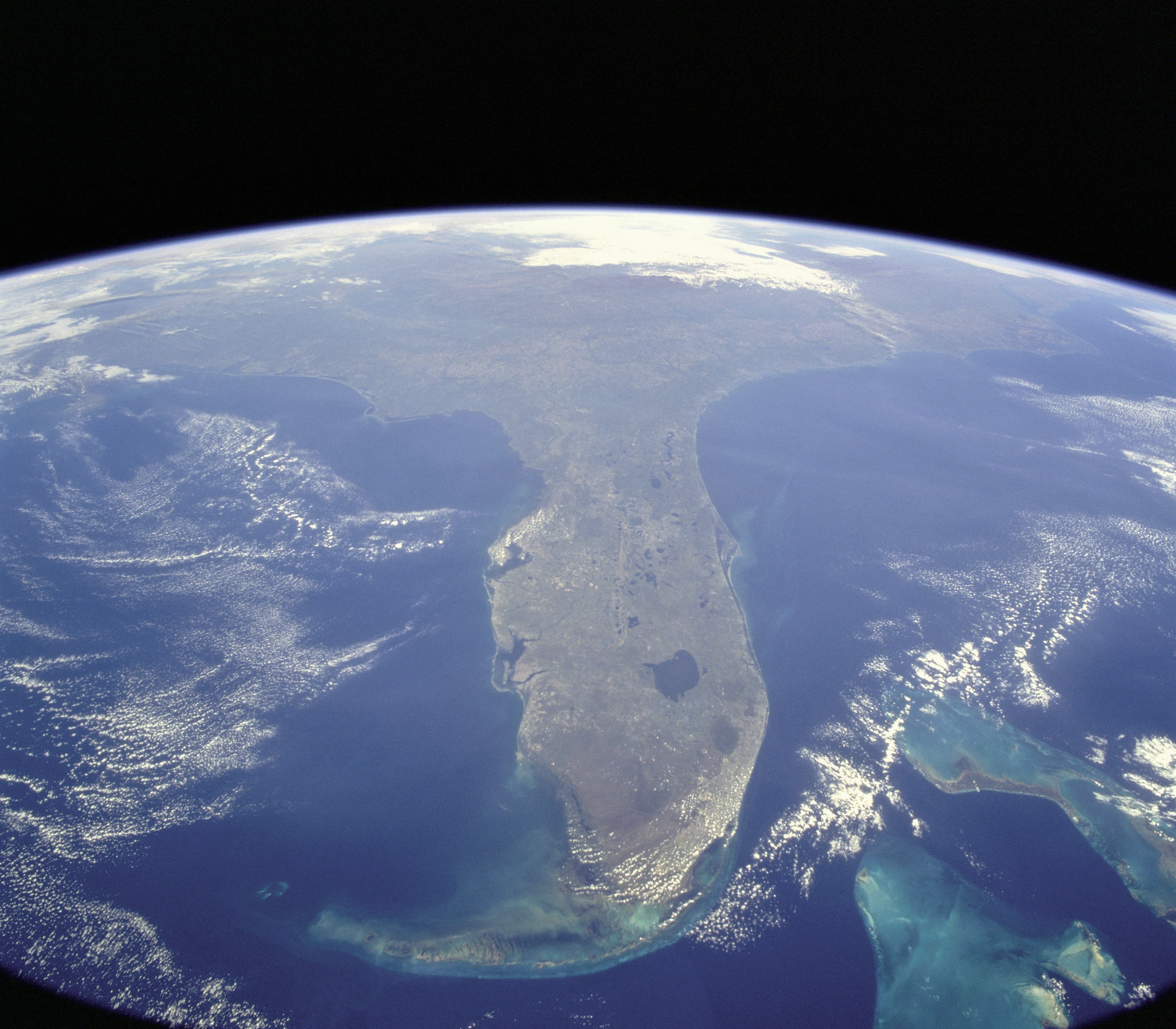
Satellitbild över Florida, som är en halvö.

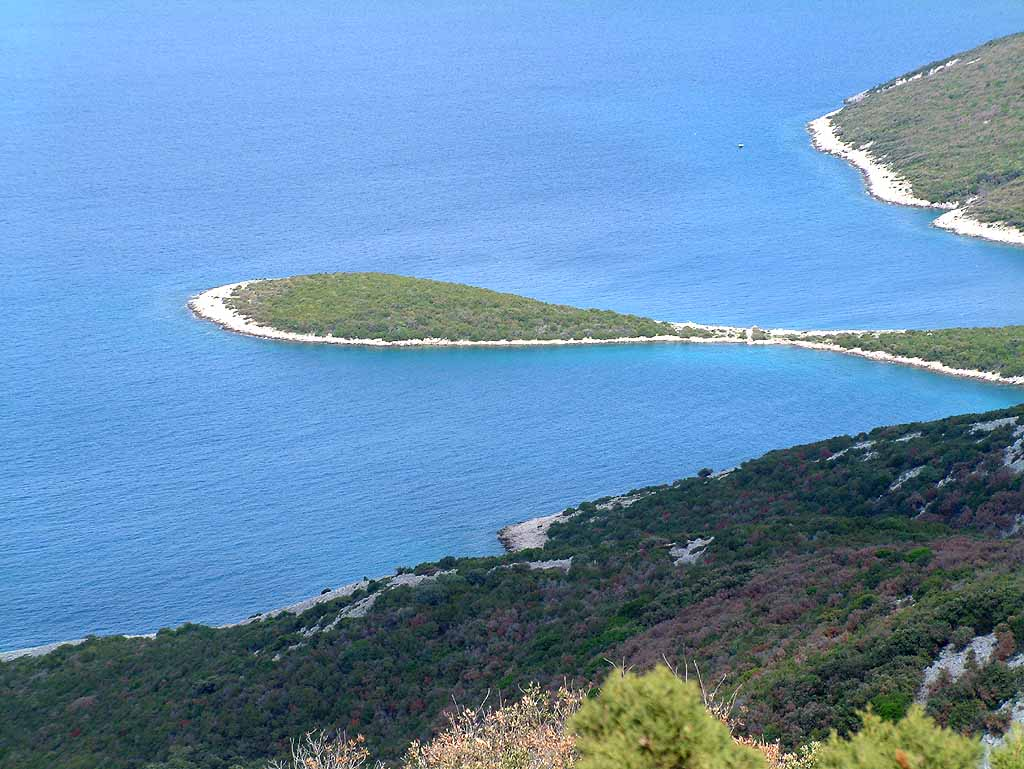
Liten halvö på den kroatiska kusten.

Halvö är ett stycke land som skjuter ut i ett vattenområde såsom en sjö eller ett hav och som omges av vatten på tre av fyra sidor. De är vanligen kopplade till fastlandet genom en landbrygga.
Vanligen är halvön fast förankrad i landmassan, men ibland förbinds den med övrigt land endast genom ett näs. Halvöar kan vara av mycket varierande storlek, där små kallas udde. 

## Större halvöar

### Eurasien
- Kolahalvön
- Skandinaviska halvön
- Jylland
- Iberiska halvön
- Apenninska halvön (med Salentinahalvön)
- Balkanhalvön (med Peloponnesos)
- Krim
- Anatolien
- Arabiska halvön
- Främre Indien
- Bortre Indien (med Malackahalvön)
- Koreahalvön
- Kamtjatka
- Tjuktjerhalvön
- Tajmyrhalvön

### Afrika
- Afrikas horn

### Australien
- Arnhem Land
- Kap Yorkhalvön

### Amerika
- Sewardhalvön
- Baja California
- Yucatánhalvön
- Florida
- Nova Scotia
- Gaspéhalvön
- Labradorhalvön

### Antarktis
- Antarktiska halvön